# 화서다산도서관
화서다산도서관은 경기도 수원시 팔달구에 있는 도서관이다.

## 연혁
- 2014. 12. 29 도서관 착공
- 2016. 05. 11 도서관 준공
- 2016. 06. 30 도서관 개관

## 이용 안내
이용 시간
- 어린이자료실: 평일 09:00~18:00 / 토·일요일 09:00~17:00
- 종합자료실(2, 3층): 평일 07:00~23:00 / 토·일요일 07:00~21:00

휴관일
- 매월 첫째, 셋째 월요일
- 국가지정 공휴일